# José Luis Fernández (attore spagnolo)
José Luis Fernández Expósito (29 dicembre 1964) è un attore spagnolo, particolarmente conosciuto per aver interpretato il ruolo di Pancho García nella popolare serie televisiva Verano azul..

## Biografia
Salì al successo quando aveva solamente diciassette anni, dopo essere stato selezionato da Antonio Mercero, regista e sceneggiatore, per interpretare il ruolo del giovane Pancho nella serie televisiva Verano azul (1981).
La serie diventò un vero e proprio fenomeno sociologico in Spagna, e tutti i giovani interpreti furono, per mesi, i visi più famosi del piccolo schermo.Verano azul rappresenta una pietra miliare della storia televisiva spagnola, ed è stata sicuramente la produzione più trasmessa nel paese.
Dopo la fine della serie, con lo scopo di sfruttare l'enorme popolarità acquisita, nel 1982 Fernández si unì al suo compagno di scena Juan José Artero (che interpretava il ruolo di Javi) per formare il duo musicale Pancho e Javi. Registrarono un album che includeva brani come Sueños de invierno o Cuando es bueno para ti, che però passò inosservato nelle vendite del paese, affrettando la dissoluzione del duo.
In seguito, José Luis lavorò brevemente nel teatro e successivamente come attore di doppiaggio. Nel giugno del 2012, José Luis continua la sua carriera artistica con la partecipazione nella webserie Los hijos de Mambrú, di Óscar Parra de Carrizosa e Mario Bravo.
Negli ultimi anni, è stato lontano dal mondo dello spettacolo.